# 顾清
顾清（1460年—1528年），字士廉，號東江，直隸松江府華亭縣（今屬上海市松江區））人。明朝政治人物。

## 生平
弘治五年（1492年）舉應天鄉試第一。弘治六年（1493年）聯捷癸丑科二甲第一名進士（傳臚），改翰林院庶吉士，八年十月授编修。十六年三月以《大明会典》成，升侍读。正德二年（1507年）七月与左谕德傅珪主考应天府乡试。三年十月丁外艰，四年五月因忤劉瑾，以未谙事体，令量调外任，调任南京兵部车驾司员外郎，五年八月劉瑾被杀，復原职。六年五月升侍读学士，時仍居忧，八年五月服阕，乃拜命。九年四月与左中允贾咏为武举考试官。十一年五月升詹事府少詹事兼翰林院学士，十月与吏部尚书靳贵主考礼部会试，十二年三月教习庶吉士，六月升礼部右侍郎。
世宗继位，被劾致仕。嘉靖六年（1527年）四月起復为南京禮部右侍郎。屢次乞歸，七年十月以南京禮部尚書銜致仕，顾清在赴京進奉徽號賀表途中去世于河间府，年六十九。嘉靖十六年十月賜祭葬，諡文僖。

## 著作
正德七年（1512年）顧清應當時任松江知府陳威之聘，纂有正德《松江府志》三十二卷，共有三十二目，又附目十七，《鄭堂讀書記補逸》稱“其書取諸舊志，參訂考證，正訛補闕”“詳博而不傷於冗濫，敘述亦具史體，堪與王守溪《姑蘇志》並稱焉”。還有《傍秋亭雜記》、《東江家藏集》等。

## 家族
曾祖顾文理。祖父顾顯。父顾琼。母陸氏。具庆下。弟顾慎、顾勤、顾山、顾崧、顾巖。